# Термено сула Страда дел Вино
Термѐно сула Стра̀да дел Вѝно (на италиански: Termeno sulla Strada del Vino; на немски: Tramin an der Weinstraße, Трамин ан дер Вайнщрасе) е малко градче и община в Северна Италия, автономна провинция Южен Тирол, автономен регион Трентино-Южен Тирол. Разположено е на 276 m надморска височина. Населението на общината е 3314 души (към 2010 г.).

## Език
Официални общински езици са и италианският и немският. Най-голямата част от населението говори немски. В общината се говори и други романски език, ладинският.
| %     | Роден език      |
| 96,37 | Италиански език |
| 3,44  | Немски език     |
| 0,20  | Ладински език   |